# Jada Pinkett Smith
Jada Koren Pinkett Smith (n. 18 septembrie 1971, Baltimore, America Britanică⁠(d), Regatul Marii Britanii) este o actriță americană. A jucat în filme precum Scream 2, Ali, The Matrix Reloaded, The Matrix Revolutions și seria Madagascar. A fost soția actorului Will Smith, cu care are doi copii, Jaden și Willow. In octombrie 2023 aceasta a anuntat ca cei doi erau separati din 2016.